# Janne Da Arc
Janne Da Arc foi uma banda japonesa de rock visual kei formada em Hirakata, Osaka em 1996. Embora inativa desde 2007, anunciaram oficialmente seu fim em 1 de abril de 2019.

## Carreira
A banda foi formada oficialmente em 1996 pelo vocalista yasu, you, baixista ka-yu e kiyo. Apesar de tocar na banda desde o começo, shuji se tornou um membro oficial apenas em 2006. Em 1999, lançaram seu single de estreia "Red Zone". Já o single "Shining Ray" foi usado como um dos temas de encerramento do anime One Piece.
Em 2007, entraram em hiato. Logo mais, o vocalista yasu anunciou a formação de seu projeto solo: Acid Black Cherry.
Em 1 de abril de 2019, a agência Uprise Product anunciou que Janne Da Arc foi oficialmente encerrada. Foi dito que enquanto a banda planejava um novo álbum e turnê em setembro, a agência recebeu documentos para ka-yu de um escritório de advocacia. A agência disse que "se o conteúdo deste documento é verdadeiro, então representa atos que vão contra a sociedade e o que é correto." Sendo assim, a banda abandonou quaisquer projetos em que ka-yu participava e em 31 de março ele deixou a banda por conta própria. Além do mais, o vocalista Yasu também preferiu não continuar por questões de saúde.

## Legado
Em uma pesquisa conduzida pelo website Barks, perguntando a 100 bandas visual kei qual grupo mais os inspirou, Janne da Arc ficou em segundo lugar.

### Influências
A principal influência de Janne Da Arc é a banda de heavy metal Dead End.

## Membros
Os nomes artísticos dos membros são estilizados em minúsculas.
- Yasunori "Yasu" Hayashi - vocais
- You - guitarra
- Ka-yu - baixo
- Kiyo - teclado
- Shuji - bateria

## Discografia

### Álbuns de estúdio
| Título        | Lançamento              | Posição na Oricon | Vendas              |
| ------------- | ----------------------- | ----------------- | ------------------- |
| D・N・A       | 8 de março de 2000      | 11                | 77,150              |
| Z-Hard        | 28 de fevereiro de 2001 | 16                | 36,830              |
| Gaia          | 23 de janeiro de 2002   | 6                 | 71,320              |
| Another Story | 20 de janeiro de 2016   | 4                 | 75,639              |
| Arcadia       | 7 de julho de 2004      | 2                 | 102,484 Ouro (RIAJ) |
| Joker         | 15 de junho de 2005     | 4                 | 165,349 Ouro (RIAJ) |